# Villa Baumann
La villa Baumann est une voie du 20e arrondissement de Paris, en France.

## Situation et accès
La villa Baumann est une voie située dans le 20e arrondissement de Paris. Elle débute au 35, rue Alphonse-Penaud et se termine au 32, rue Étienne-Marey.

## Origine du nom
Cette voie a pris le nom du propriétaire des terrains sur lesquels elle a été ouverte.

## Historique
L'ancien « passage Beaumann » changea de nom pour devenir « villa Beaumann » puis « villa Baumann ».